# Matthieu Sprick
Matthieu Sprick (né à Sarreguemines (Moselle) le 29 septembre 1981) est un coureur cycliste français. Professionnel de 2004 à 2014. Son palmarès comprend notamment une victoire au Tour du Doubs en 2004 et une médaille de bronze obtenue au championnat d'Europe espoirs en 2002. Il a également participé au Tour de France à six reprises au cours de sa carrière.

## Biographie
Matthieu Sprick est passé par le Pôle Espoirs Cyclisme de Lorraine dirigé par Eric LE NY au CREPS de Nancy où il a été formé, puis par la structure Vendée U-Pays de la Loire et est devenu professionnel avec l'équipe Brioches La Boulangère en 2004.
À l'issue de la saison 2010, il rejoint l'équipe Skil-Shimano pour deux ans devenue par la suite Project 1t4i et Argos-Shimano, après avoir refusé une offre de la future équipe Europcar,.
Sprick est victime le 22 mai 2013 d'une thrombose cérébrale, qui lui provoque un accident vasculaire cérébral. Fin 2014 il annonce son retrait des pelotons cyclistes faute d'avoir pu récupérer totalement ses moyens physiques.

## Palmarès

### Palmarès amateur
- 2002
  - Dijon-Auxonne-Dijon
  - 2e étape du Tour de la Manche
  - Tour de Savoie :
    - Classement général
    - 1re (contre-la-montre) et 2e étapes

  - Grand Prix Demy-Cars
  - 2e du Prix des Centres Leclerc
  -  Médaillé de bronze du championnat d'Europe sur route espoirs
- 2003
  - Tour de Savoie
  - 5e étape de la Ronde de l'Isard
  - Ronde mayennaise
  - 2e du championnat de France sur route espoirs
  - 3e du Prix des Centres Leclerc
  - 3e du championnat de France sur route amateurs

### Palmarès professionnel
- 2004
  - Tour du Doubs
- 2006
  - 9e du Tour de l'Avenir
- 2007
  - 6e du Grand Prix de Plouay
- 2008
  - 1re étape du Tour de Langkawi
  - 2e du Tour de Langkawi

## Résultats sur les grands tours

### Tour de France
6 participations
- 2005 : 120e
- 2006 : 51e
- 2007 : abandon (16e étape)
- 2008 : 142e
- 2010 : 100e
- 2012 : 113e

### Tour d'Italie
1 participation
- 2009 : 75e

### Tour d'Espagne
2 participations
- 2009 : 57e
- 2010 : 54e

## Classements mondiaux
| Année              | 2007 | 2008 | 2009 | 2010 | 2011 | 2012 |
| ------------------ | ---- | ---- | ---- | ---- | ---- | ---- |
| Classement ProTour | 101e |      |      |      |      |      |
| UCI Asia Tour      |      |      |      |      |      | 241e |
| UCI Europe Tour    |      |      |      | 605e | 939e |      |